# Жернова судьбы
«Жернова судьбы» (латыш. Likteņdzirnas) — мелодрама режиссёра Яниса Стрейча, снятая по роману Яниса Клидзейса "Снега" на Рижской киностудии в 1997 году. Фильм отмечен национальной кинопремией «Большой Кристап» как лучший игровой фильм года, а исполнитель главной роли Артурс Скрастиньш был удостоен награды за лучшую мужскую роль.

## Сюжет
Действие фильма происходит в Латвии 1990-х годов — в период социальных и ценностных перемен. В центре повествования — три главных героя: слепая девушка Агнесе, тяжело больной профессор Эдукс и деревенский музыкант Бейсикс. После получения наследства и переезда в сельскую местность профессор стремится восстановить здоровье и отдалиться от прежней жизни, включая отношения с бывшей супругой, занявшейся политической карьерой. Агнесе, потерявшая зрение в результате несчастного случая, испытывает потребность в близости и стремится быть полезной своему бывшему преподавателю. Объединённые случайными обстоятельствами, герои сближаются, образуя сложные личные отношения, в том числе любовный треугольник. В их жизни также участвуют художник Винцентс и старик Донатс, создающие дополнительный фон событий. Эдукс и Бейсикс пытаются помочь Агнесе вернуть зрение, однако на фоне общей нестабильности эпохи и кризиса моральных ориентиров их усилия сталкиваются с трудностями, порождёнными временем, в котором они живут.

## В ролях
- Ивар Калниньш — Эдукс
- Агнесе Зелтиня - Агнесе
- Артурс Скрастиньш - Бейсикс
- Ромуальдс Анканс - Винцентс
- Болеслав Ружс - Донатс
- Мирдза Мартинсоне - Намеда
- Янис Паукштелло – старый друг
- Иева Александрова-Эклона - дочь Эдукса Лайма
- Кристапс Стрейч - сын Эдукса
- Астрида Кайриша — мать Агнесе
- Тина Херцберга — владелица модного салона
- Волдемар Лобиньш - менеджер
- Мартыньш Вердиньш - юрист
- Артис Робежниекс - зять Эдукса Эдгарс
- Марцис Краузерманис - маленький Эджиньш

## Съёмочная группа
Режиссёр: Янис Стрейч
Сценарий: Янис Стрейч
Оператор: Харий Кукелс
Композитор: Раймонд Паулс

## Награды
1998 — Национальная кинопремия Латвии «Большой Кристап»:
- Лучший игровой фильм

- Приз зрительских симпатий

- Лучшая мужская роль — Артурс Скрастиньш